# Marieulles
Marieulles település Franciaországban, Moselle megyében. Lakosainak száma 699 fő (2022. január 1.). Marieulles Arry, Coin-lès-Cuvry, Coin-sur-Seille, Corny-sur-Moselle, Féy, Lorry-Mardigny, Pournoy-la-Chétive és Sillegny községekkel határos.

## Népesség
A település népességének változása:
| Lakosok száma | 336  | 456  | 554  | 563  | 684  | 693  | 703  | 701  | 700  | 699  |
|               | 1968 | 1982 | 1990 | 2006 | 2013 | 2015 | 2017 | 2019 | 2020 | 2022 |